# Project Pop
Project Pop es un grupo musical de Bandung, Indonesia. Sus miembros proceden de la comedia Padhyangan.

## Miembros
- Djoni Permato
- Hermann Josis Mokalu
- Wahyu Rudi Astadi
- Kartika Rachel Panggabean
- Gumilar Nurochman
- Muhammad Fachroni

## Discografía
1. 1996 - Bakpia Vs Lumpia
2. 2000 - Tu Wa Ga Pat
3. 2001 - Bli Dong Plis
4. 2003 - Pop OK
5. 2004 - Pop Circus
6. 2007 - Six a Six
7. 2008 - Top Of The Pop
8. 2009 - You Got

## Filmografía
- Laskar Pemimpi (2010)